# جبل الملح (الحديدة)

تعديل مصدري - تعديل

جبل الملح هي إحدى قرى مديرية اللحية، التابعة لمحافظة الحديدة اليمنية، بلغ تعداد سكانها 1866 نسمة حسب الإحصاء الذي أجري عام 2004.